# Schaaktoernooien in de tweede helft van 2005
Dit is een overzicht van schaaktoernooien in de tweede helft van 2005.

## Juli

### Efim Geller Herdenkingstoernooi
Van 1 t/m 3 juli 2005 werd in Odessa het Efim Geller herdenkingstoernooi gespeeld, dat met 7,5 punten uit 9 ronden door de Oekraïner Roeslan Ponomarjov gewonnen werd. De Oostenrijker Valery Beim eindigde met 6,5 punt op de tweede plaats terwijl de Oekraïner Joeri Drozdovsky met 6,5 punt derde werd.

### La Fère
Van 2 t/m 8 juli 2005 werd in La Fère het vierde internationaal open La Fère gespeeld, waarin de grootmeesters Viesturs Meijers uit Letland en Vadym Malachatko uit Oekraïne met 7,5 punt uit negen ronden gelijk eindigden. Na de tiebreak werd Meijers eerste. Er deden 185 spelers mee en Wouter Spoelman was met zeven punten de beste Nederlander. Fred Slingerland en Herman Grooten behaalden 6 punten. Petra Schuurman, de beste Nederlandse, eindigde met 5,5 punt.

### Kroeglopertoernooi voor paren
Op 3 juli 2005 werd in Amsterdam het 14e Kroeglopertoernooi voor paren gespeeld. Er waren drie winnaars met 12,5 punt, te weten Mark Clijsen met Maurice Peek, Jaap de Jager met Ron Wagenaar en Arno Bezemer met Robbert Kikkert.

### Noordzeecup 2005
Van 2 t/m 9 juli 2005 werd in Esbjerg het 20e Noordzee cup 2005-toernooi gespeeld, dat met 7,5 punt uit 9 ronden gewonnen werd door de Russische grootmeester Vladimir Belov. Er waren 128 deelnemers. Vier schakers eindigden met 7 punten op de tweede plaats. Na een tiebreak werd Igor Khenkin tweede en Maarten Solleveld derde, welke plaats hem een grootmeesternorm opleverde. Stefan Đurić bezette de vierde plaats en de Duitse grootmeester Sergey Kalinitschew ten slotte eindigde op de vijfde plaats.

### North Urals Cup
Van 3 t/m 14 juli 2005 werd in Krasnotoerinsk (Rusland) het dames supertoernooi North Urals Cup 2005 gespeeld, dat met zes punten uit negen ronden gewonnen werd door de Indiase grootmeester bij de dames Humpy Koneru. Na de tiebreak werd de Chinese grootmeester bij de dames Xu Yuhua tweede met 5,5 punt terwijl de Russin Aleksandra Kostenjoek (ook grootmeester) met 5,5 punt derde werd. De Russin Nadezjda Kosintseva werd vierde met 5 punten, de Russin Tatjana Kosintseva werd vijfde met 4,5 punt, de Russin Alisa Gallianova werd zesde met 4,5 punt, Maia Tsjiboerdanidze uit Georgië werd met 4 punten zevende, de achtste plaats met 4 punten was voor de Russin Jekaterina Kovalevskaja, de Oekraïense Natalja Zjoekova eindigde met 3 punten op de negende plaats en de Bulgaarse Antoaneta Stefanova ten slotte werd tiende met 3 punten.

### Viking 2005
van 7 t/m 17 juli 2005 werd in Sint-Petersburg het grootmeestertoernooi Viking 2005 gespeeld, dat met 6,5 punt gewonnen werd door de Oekraïense grootmeester Michail Brodsky. De tweede plaats eveneens met 6,5 punt was voor Andrej Devjatkin terwijl de derde plaats voor Igor Zacharevitsj was eveneens met 6,5 punt. De rangorde werd bepaald door de tiebreak.

### Roc Nova College Schaaktoernooi
Van 8 t/m 10 juli 2005 werd in Haarlem het vierde ROC Nova College schaaktoernooi gespeeld. Er waren meer dan 190 deelnemers en drie schakers eindigden met 5,5 uit 6, te weten Friso Nijboer, Erwin l'Ami en Edwin van Haastert. Na de tiebreak werd Friso eerste. Vijf spelers eindigden met 5 punten, namelijk Sergej Tiviakov, Vladimir Jepisjin, Lev Gutman, Harmen Jonkman en Irina Slavina.

### Dortmund Sparkassen
Van 8 t/m 17 juli 2005 werd in Dortmund het Dortmund Sparkassen schaaktoernooi gespeeld, dat door de Duitse grootmeester Arkady Naiditsch met 5,5 punt uit negen ronden gewonnen werd. Na de tiebreak eindigde Veselin Topalov met 5 punten op de tweede plaats en Etienne Bacrot werd derde met vijf punten. Loek van Wely werd vierde, ook met 5 punten, Peter Svidler eindigde op de vijfde plaats met 5 punten terwijl Vladimir Kramnik met 4,5 punt zesde werd. Michael Adams behaalde eveneens 4,5 punt en werd daarmee zevende. Péter Lékó werd met 4 punten achtste, Emil Sutovsky werd met 3,5 punt negende en Peter Heine Nielsen sloot de rij met 3 punten.

### Milan Vidmar Herdenkingstoernooi
Van 8 t/m 17 juli 2005 werd in Portorož (Slovenië) het 16e herdenkingstoernooi Milan Vidmar gespeeld, dat met 6 punten uit negen ronden gewonnen werd door Oleksandr Beljavsky. De tweede plaats was na de tiebreak voor de internationaal meester Luka Lenic met 5,5 punt terwijl de Servische speler Nikola Djukic eveneens met 5,5 punt op de derde plaats eindigde.

### Canada Open 2005
Van 9 t/m 17 juli 2005 werd in Edmonton het Canada open 2005 gespeeld, dat na de tiebreak gewonnen werd door Vasyl Ivantsjoek met 8 punten uit tien ronden. Aleksej Sjirov eindigde eveneens met 8 punten op de tweede plaats terwijl de 16-jarige Mark Bluvshtein met 8 punten derde werd. Er waren nog twee spelers met acht punten te weten Viktor Bologan en Saptarski Roy Chowdhury. Er waren 222 deelnemers.

### New York tegen Sint-Petersburg
Op 10 juli 2005 vond de langeafstandwedstrijd tussen New York en Sint-Petersburg plaats, die met 2–6 door de Russen gewonnen werd. Susan Polgar speelde een dubbele ronde tegen Aleksandr Chalifman, Alexander Onitsjoek speelde tegen Konstantin Sakajev. Boris Gulko tegen Jevgeni Aleksejev en Alexander Stripunsky tegen Nikita Vitjoegov
.
externe link

- Partijen van dit toernooi

### Maccabiah-toernooi
Van 10 t/m 20 juli 2005 werd in Jeruzalem het Maccabiah-toernooi gespeeld, dat met 3,5 punt uit vijf wedstrijden door de Russische grootmeester Jevgeni Najer werd gewonnen. De tweede plaats beslist door de tiebreak was bestemd voor Ilya Smirin terwijl Konstantin Lemer uit Oekraïne met 2,5 punt derde werd.

### Czech open
Van 14 t/m 31 juli 2005 werd in Pardubice het Czech open gespeeld, dat met 7,5 punt uit negen ronden gewonnen werd door Andrej Kovaljov. Vier spelers eindigden met 7 punten, te weten Vladimir Potkin, Sergei Azarov, Aleksandr Charitonov en Jevgeni Najer. Er waren 332 deelnemers en de beste Nederlander was Yge Visser met 6,5 punt.
- Partijen van dit toernooi

### Amsterdam Chess Tournament
Van 16 t/m 24 juli 2005 werd in Amsterdam voor de tweede keer het Amsterdam Chess Tournament gespeeld en wel in de groepen A, B, C en D. In groep A speelden 100 schakers en deze groep werd met 7 punten uit 9 ronden door Pavel Eljanov gewonnen. De schakers Ian Rogers, Vladimir Akopian, Artjom Timofejev, Ivan Tsjeparinov, Daniël Stellwagen, Igor Khenkin en Erwin l'Ami eindigden met 6,5 punt op een gedeelde tweede plaats terwijl Ivan Sokolov, Jan Timman en Sipke Ernst gedeeld derde werden.
- Partijen van het toernooi

### Politiken Cup 2005
Van 16 t/m 24 juli 2005 werd in Kopenhagen het open toernooi Politiken Cup 2005 gespeeld, dat met acht punten uit tien ronden gewonnen werd door de Russische grootmeester Konstantin Sakajev. De Deen Curt Hansen eindigde met 7,5 punt op de tweede plaats en de Zwitser Viktor Kortsjnoj werd met 7,5 punt derde.

### Biel grootmeestertoernooi
Van 17 t/m 29 juli 2005 werd in Biel/Bienne het Biel grootmeestertoernooi gespeeld. 

bij de heren: 

Na de tiebreak werd, met 6 punten uit tien ronden, Andrej Volokitin de winnaar. Boris Gelfand eindigde met eveneens 6 punten op de tweede plaats terwijl Yannick Pelletier met 5 punten derde werd. Hikaru Nakamura en Christian Bauer eindigden met ieder 5,5 punt en Magnus Carlsen sloot de rij met 4 punten.

bij de dames: 

Almira Skripchenko en Subbaraman Vijayalakshmi behaalden ieder 6,5 punt en na de tiebreak eindigde Almira op de eerste plaats. Inna Gaponenko werd derde met 6 punten, Elisabeth Paehtz eindigde als vierde met 4,5 punt, Elena Sedina werd 5e met 3,5 punt en Jekaterina Korboet ten slotte eindigde met 3 punten op de zesde plaats.
- Partijen van het toernooi

### Open Nederlands Kampioenschap
Van 25 juli t/m 4 augustus 2005 werd in Dieren het Open Nederlands kampioenschap schaken 2005 gespeeld, dat met 7,5 punt uit negen ronden gewonnen werd door Maksim Toerov. Op de tweede plaats eindigde Friso Nijboer met zeven punten terwijl de plaatsen drie t/m zeven gedeeld werden door Vjatsjeslav Ikonnikov, Martin Senff, Normunds Miezis, Reiner Odendahl en Nikolaj Koerenkov ieder met 6,5 punt. Erik Hoeksema, Jeroen Bosch en Mark van der Werf behaalden zes punten. In deze A-groep speelden 89 deelnemers.

### Europees Teamkampioenschap
Van 30 juli t/m 7 augustus 2005 werd in Göteborg in negen ronden het Europees teamkampioenschap gespeeld, waar 68 teams aan deelnamen:

bij de heren:

Winnaar werd Nederland met 6x winst, 0x verlies en 3x remise.

Op de tweede t/m de tiende plaats eindigden:

2. Israël (6-2-1) - 3. Frankrijk (6-1-2) - 4. Griekenland (5-3-1)

5. Oekraïne (6-0-3) - 6. Polen (4-4-1) - 7. Georgië (5-2-2)

8. Duitsland (4-3-2) - 9. Azerbeidzjan (4-3-2) - 10. Tsjechië (5-1-3).

Het Nederlandse team bestond uit de schakers Loek van Wely, Ivan Sokolov, Sergej Tiviakov, Jan Timman en Erik van den Doel.

bij de dames:

Winnaar werd Polen met 6x winst, 0x verlies en 3x remise.

Op de tweede t/m de tiende plaats eindigden:

2. Georgië (5-0-4) - 3. Rusland (5-2-2) - 4. Bulgarije (4-1-4)

5. Roemenië (5-3-1) - 6. Armenië (5-3-1) - 7. Oekraïne (5-3-1)

8. Hongarije (4-3-2) - 9. Servië/Montenegro (3-2-4) - 10. Nederland (4-3-2).

Het Nederlandse team bestond uit de schaaksters Zhaoqin Peng, Tea Bosboom-Lanchava,
Petra Schuurman, Bianca Muhren en Desiree Hamelink.

- Partijen van het toernooi

## Augustus

### Empresa
Van 3 t/m 14 augustus 2005 werd in Montréal het internationale schaaktoernooi Empresa gehouden, dat met 8 punten uit negen ronden door Victor Mikhalevski gewonnen werd.

Zachar Jefimjenko eindigde met 7 punten op de tweede plaats terwijl Alexander Huzman met 6,5 punt derde werd.

4. Artur Kogan (6), 5. Dimitri Tyomkin (6), 6. Sergei Sjipov (6), 7. Vitali Golod (5,5) 8. Mark Bluvshtein (5), 9. Irina Krush (5), 10. Pascal Charbonneau (5), 11. Igor-Alexandre Nataf en 12. Thomas Roussel-Roozman (2).

### Kampioenschap Amerikaans Continent
bij de heren

Van 5 t/m 16 augustus 2005 werd in Buenos Aires het Kampioenschap Amerikaans Continent 2005 gespeeld, dat met 8,5 uit 13 gewonnen werd door Lazaro Bruzon. De tweede plaats werd gedeeld door Julio Granda Zuniga, Alexander Onitsjoek, Gilberto Milos, Gata Kamsky, Rubén Felgaer, Giovanni Vescovi en Gaston Needleman ieder met acht punten.

De schakers Alexander Ivanov, Kevin Spraggett. Alexander Shabalov, Leinier Dominguez, Gilberto Hernández en Varuzhan Akobian behaalden ieder 7,5 punten.

Er waren 152 deelnemers.
bij de dames

Hier werd de Argentijnse Claudia Amura kampioene met 5,5 punt, gevolgd door de Peruaanse damesgrootmeester Karen Zapata terwijl Martha Fierro Baquero uit Ecuador met 5 punten op de derde plaats eindigde.

### Hogeschool Zeeland
Van 6 t/m 13 augustus 2005 werd te Vlissingen het negende Hogeschool Zeeland schaaktoernooi gespeeld net 247 deelnemers. Er waren negen ronden en er eindigden vijf spelers met 7,5 punten. Na de tiebreak werd het toernooi gewonnen door Friso Nijboer. Op de tweede plaats volgde Viorel Iordachescu, daarna Daniël Stellwagen, vervolgens Susanto Megaranto en ten slotte Erwin l'Ami. De volgende vier spelers eindigden met zeven punten:Alejandro Bofill Mas. Krishnan Sasikiran, Vadym Malachatko, en Bernd Kohlweyer. Op de tiende plaats eindigde Vjatsjeslav Ikonnikov met 6,5 punt. Maurice Peek, Martin Martens en de Belg Tom Piceu behaalden 6,5 punt, Arno Bezemer 6 punten en Arlette van Weersel 5,5 punt.

### Solsones
Van 12 t/m 19 augustus 2005 werd het open Solsones-toernooi gespeeld, dat door vier schakers met zeven punten uit negen ronden gewonnen werd. De hoofdprijs werd in vieren gedeeld, maar de titel ging na de tiebreak naar de Nederlandse grootmeester Sergej Tiviakov. Op de tweede plaats volgde de Roemeense grootmeester Mircea Parligras, de derde plaats was voor de Franse schaakmeester Aurelien Dunis terwijl de Oekraïense grootmeester Sergej Fedortsjoek vierde werd. Vladimir Jepisjin eindigde met 6,5 punt ook hoog terwijl Bartłomiej Macieja 6 punten binnen haalde.

### Ciutat d'Igualada
Van 16 t/m 21 augustus 2005 werd het Magistral Ciutat d'Igualada in het gelijknamige hotel gespeeld. Het Ciutat d'Igualada omvatte een dubbele ronde, er werden twaalf partijen gespeeld:
Luke McShane eindigde op eerste plaats met 4 uit 6.

Andrej Volokitin werd tweede met 3,5 uit 6.

Oleksandr Beljavsky kwam met 2,5 uit 6 op de derde plaats en

Viktor Kortsjnoj werd vierde met 2 punten.

### Banyoles 2005
Van 16 t/m 25 augustus 2005 werd in Spanje het Banyoles 2005 Chess Festival gespeeld, dat door Harmen Jonkman met 7,5 punt uit 9 ronden gewonnen werd. Op de tweede plaats eindigde Jordi Fluvia eveneens met 7,5 punten terwijl de Oekraïense grootmeester Viktor Moskalenko met zeven punten derde werd.

4. Javier Campos Moreno (7), 5. Stefan Bromberger (6,5), 6. Jerzy Slaby (6,5) 7. Ana Matnadze (6,5), 8. Jordi Cuadras Avellana (6,5).

Er waren 105 deelnemers onder wie de Nederlandse spelers Ton Goris (4) en Adri Goris-Schouwstra (2,5).

### Staunton memorial
Van 19 augustus t/m 30 augustus 2005 werd in de City of London het Howard Staunton herdenkingstoernooi gespeeld, dat na de tiebreak door Jon Levitt met 6 punten uit tien ronden gewonnen werd. Op de tweede plaats volgde Jon Speelman eveneens met 6 punten. Op de derde plaats eindigde Colin McNab met 5,5 punt.

David Howell werd vierde met 4,5 punt en Lawrence Day eindigde op de vijfde plaats ook met 4,5 punt.

De Britse grootmeester bij de dames Jovanka Houska sloot de rij met 3,5 punt. Er werd een dubbele ronde gespeeld.

- Partijen van het toernooi

### Brasschaat open
Van 20 t/m 28 augustus 2005 werd in Brasschaat het open kampioenschap gespeeld met 106 deelnemers in negen ronden.

1. Stefan Docx werd met 7,5 punt kampioen.

2. Wim Maes eindigde met 7 punten op de tweede plaats.

Marc Dutreeuw werd zevende met 6,5 punt en Arlette van Weersel werd twaalfde met 6 punten.

### Noords kampioenschap
Van 24 augustus t/m 4 september 2005 werd in het Finse Vammala het Noords kampioenschap gespeeld. Hieraan namen twaalf schakers uit de volgende landen deel: Denemarken, Estland, de Faeröer, Finland, IJsland, Noorwegen en Zweden.

bij de heren:

1. Evgeny Agrest werd kampioen met 9,5 uit 11.

2. Tiger Hillarp Persson werd tweede met 9 punten.

3. Nicolai Pedersen eindigde met acht punten op de derde plaats.
bij de dames:

1. Lenka Ptacnikova werd kampioene met 6 uit 9.

2. Svetlana Agrest werd tweede met 5,5 punt.

3. Viktoria Baškite eindigde met 5,5 punt op de derde plaats.

### Moskou blitz open
Op 26 augustus 2005 werd in Moskou het open blitz kampioenschap gespeeld in 19 partijen.

1. Aleksandr Morozevitsj werd kampioen met 14 punten.

2. Aleksander Rjazantsev werd tweede met 13,5 punt.

3. Vladimir Malachov en Michail Kobalia werden gedeeld derde met 12,5 punt.

## September

### Siom Gouda open
Op 3 september 2005 werd in Gouda het 13e Siom Gouda open toernooi gespeeld. Er waren 22 spelers in groep A:

1. Daniël Fridman eindigde op de eerste plaats met 6 uit 7.

2. Maarten Solleveld werd tweede met 5,5 punt.

3. Bruno Carlier, John van der Wiel en Alexandre Dgebuadze eindigden op een gedeelde derde plaats met 5 punten.

### Roc Aventus
Van 9 t/m 11 september 2005 werd in Apeldoorn het open kampioenschap gespeeld. In groep A waren 68 deelnemers die zes ronden speelden.

1. Arthur van de Oudeweetering werd kampioen met 5,5 punt.

2. Maarten Solleveld eindigde gedeeld tweede met 5 punten.

-. Normunds Miezis idem.

-. Vincent Rothuis idem.

5. Arne Moll eindigde op een gedeelde vijfde plaats met 4,5 punt.

-. Lucien van Beek idem.

### Nordhorner Schaakfestival
Op 11 september 2005 werd een rapidschaak-toernooi gehouden, over zeven ronden. De uitslag:
- 1. Igor Khenkin 5,5 punt
- 2. Aleksej Sjirov 5,5 punt
- 3. Stefan Buecker 5,5 punt
- 4. Klaus Bischoff 5 punten
- 5. Artur Joesoepov 5 punten
- 6. Bart Michiels 5 punten
- 7. John van der Wiel 5 punten
- 8. Andrej Orlov 5 punten

### Young Masters
Van 14 t/m 19 september 2005 werd in Lausanne het zesde knock-outtoernooi gespeeld voor meesters tot twintig jaar met dubbele ronden. Hier volgt de eindstand:
- 1. Andrej Volokitin
- 2. Hikaru Nakamura
- 3. Shakhriyar Mamedyarov
- 4. Pendyala Harikrishna
- 5. Magnus Carlsen
- 6. Maxime Vachier-Lagrave
- 7. Nana Dzagnidze
- 8. Elisabeth Paehtz

Partijen van dit toernooi

### Casino open
Van 17 t/m 25 september 2005 werd in Seefeld het 16e Casino open gespeeld met ruim honderd deelnemers, een herdenkingstoernooi van Josef Schweinberger.

- 1. Karel van der Weide werd eerste met 7,5 punt uit 9 ronden
- 2. Arkadij Rotstein 7 punten
- 3. Dejan Antic 7 punten

### Tweekamp
Op 19 en 20 september 2005 vond in Peru een tweekamp plaats tussen de grootmeester Julio Granda Zuniga en de 14-jarige meester Emilio Cordova die door Granda met 3,5 - 0,5 gewonnen werd.

### Senioren kampioenschap
Van 27 september t/m 10 oktober 2005 werd in Lignano Italië het wereldkampioenschap senioren gespeeld.

heren (11 ronden)
- 1. Ljoeben Spassov met 8,5 punt
- 2. Vlastimil Jansa met 8,5 punt
- 3. Jevgeni Vasinkov met 8 punten

dames (9 ronden)
- 1. Ljoedmila Saoenina met 7,5 punt
- 2. Barlo Hanna Erenska met 7 punten
- 3. Tatyana Fomina met 6 punten

## Oktober

### open NK Rapidschaak
Op 1 oktober 2005 vond te Vlaardingen het toernooi om het Nederlands kampioenschap rapidschaak plaats met ca 400 deelnemers in vijf groepen; er werden 9 ronden gespeeld. Uitslag groep A:
- 1. Arkady Naiditsch 8 punten
- 2. Loek van Wely 6,5 punt
- 3. Igor Glek 6,5 punt
- 4. Yasser Seirawan 6,5 punt
- 5. Erik van den Doel 6,5 punt
- 6. Vladimir Chuchelov 6 punten
- 7. Jan Timman 6 punten
- 8. Gerard Welling 6 punten
- 9. Aleksandar Berelovitsj 6 punten
- 10. Bruno Carlier 5,5 punt
- 11. Lev Gutman 5,5 punt
- 12. Bart Michiels 5,5 punt
- 13. Jan Smeets 5,5 punt
- 14. Dennis de Vreugt 5 punten
- 15. Yge Visser 5 punten
- 16. Alexandre Dgebuadze 5 punten
- 17. Ulf Andersson 5 punten
- 18. Edwin van Haastert 5 punten
- 19. Ekrem Cekro 5 punten

### Man; Monarch Assurance-toernooi
Van 24 september t/m 2 oktober 2005 vond op Man het 14e Monarch Assurance-toernooi plaats in negen ronden.
- 1. Aleksandr Aresjtsjenko 7 punten
- 2. Alexander Shabalov 7 punten
- 3. Aleksandr Galkin 6,5 punt
- 4. Michail Kobalia 6,5 punt
- 5. Oleg Kornejev 6,5 punt
- 6. Michail Brodsky 6 punten
- 7. Alberto David 6 punten
- 8. Vladimir Jepisjin 6 punten
- 9. Sergey Erenburg 6 punten
- 10. Daniel Gormally 6 punten

### Karabach 2005
Van 1 t/m 11 oktober 2005 werd in Nagorno-Karabach het International Chess Tournament gehouden in twee groepen en 9 ronden.

groep A
- 1. Levon Aronian met 6 punten
- 2. Ashot Anastasian met 5 punten
- 3. Hikaru Nakamura met 5 punten
- 4. Ivan Sokolov met 5 punten

Viktor Bologan, Vasyl Ivantsjoek, Karen Asrian, Bartłomiej Macieja behaalden ieder 4 punten

Aleksej Drejev en Bu Xiangzhi behaalden ieder 3,5 punt
Partijen
groep B

In deze groep eindigden drie spelers op een gedeelde eerste plaats:
Erwin l'Ami, Tigran L. Petrosjan en Sergej Grigorjants ieder met 6,5 punt

### Münsterland open
Van 2 t/m 8 oktober werd in Senden het 23e Münsterland open gespeeld in 9 ronden. Er waren 87 deelnemers.
- 1. Dimitri Saulin 7,5 punt
- 2. Vladislav Borovikov 7,5 punt
- 3. Viktor Koeprejtsjik 6,5 punt
- 4. Lev Gutman 6,5 punt
- 8. Karel van der Weide 6 punten

### Galway Congress
Van 7 t/m 9 oktober vond in Galway Ierland het Galway Chess-toernooi in 6 ronden plaats.
- 1+2. Ralf Åkesson en Gawain Jones met 5 punten
- 3 t/m 6. Michael Klenburg, Alexander Baburin, Sam Collins en Harmen Jonkman met 4 punten

### Samba Cup
Van 14 t/m 23 oktober 2005 werd in Skanderborg (Denemarken) het tweede Samba Cup-toernooi gespeeld over negen ronden:
- 1. Baadoer Dzjobava winnaar met 5,5 punt
- 2. Artjom Timofejev met 5 punten
- 2. Kamil Mitoń 5 punten
- 2. Zhano Pengxiang 5 punten
- 2. Lazaro Bruzon 5 punten
- 6. Curt Hansen 4,5 punt
- 6. Vasyl Ivantsjoek 4,5 punt
- 8. Magnus Carlsen 4 punten
- 9. Liviu Dieter Nisipeanu 3,5 punt
- 10. Larsen B Hansen 3 punten

### Chigorin Memorial
Van 14 t/m 23 oktober 2005 werd in Sint-Petersburg het Chigorin-herdenkingstoernooi gespeeld over negen ronden met 166 deelnemers.
- 1. Roman Ovetsjkin gedeeld winnaar met 7 punten
- 2. Igor Zacharevitsj gedeeld winnaar met 7 punten
- 3. Valeri Popov met 6,5 punt
- 4. Dimitri Bocharov met 6,5 punt
- 5. Nikita Vitjoegov met 6,5 punt
- 6. Denis Jevsejev met 6,5 punt
- 7. Andrej Zontach met 6,5 punt
- 8. Ildar Chajroellin met 6,5 punt

### Cocoon
Op 15 en 16 oktober 2005 werd in Oostende het rapidschaak-Citytoernooi gespeeld. Er waren 93 deelnemers en er werden negen ronden gespeeld.
- 1. Jevgeni Mirosjnitsjenko met 8 punten
- 2. Vladimir Baklan met 7,5 punt
- 3. Predrag Nikolić met 7 punten
- 3. Namig Gouliev met 7 punten

### Barcelona Masters
Van 24 t/m 28 oktober 2005 werd in Barcelona het 5-rondige grootmeestertoernooi gespeeld. Stand na de tiebreak:
- 1. Vasyl Ivantsjoek met 4 punten
- 2. Viktor Moskalenko met 4 punten
- 3. Miguel Illescas Cordoba 2,5 punt
- 4. Sergej Fedortsjoek 2 punten
- 5. Marc Narciso Dublan 2 punten
- 6. Rubén Felgaer 0,5 punt

### Eijgenbroodtoernooi
Van 28 t/m 30 oktober 2005 werd in Amsterdam het 19e Eijgenbroodtoernooi gespeeld, dat door Enrico Vroombout met 5,5 uit 6 gewonnen werd.
Tegelijkertijd werd het Micha Leuw Memorial gespeeld, dat gewonnen werd door twee spelers:

- 1 + 2. Karel van der Weide en Yochanan Afek met 3,5 uit 5
- 3. Niek Narings met 2,5 punt
- 4 + 5. Henk Jan Visser en Michael Wunnink met 2 punten
- 6. Dimitri Reinderman met 1,5 punt

### Femida 2005
Van 16 t/m 26 oktober 2005 werd in Charkov het schaaktoernooi Femida 2005 gespeeld.
- 1. Georgy Arzumanian winnaar met 7,5 punt
- 2. Anton Sitnikov 7 punten
- 3. Valeri Sjalimov 6,5 punt
- 4. Aleksandr Kovtsjan 6 punten
- 5. Vladimir Boermakin 6 punten
- 6. Aleksandr Zoebarev 6 punten
- 7. Alexander Ivanov 5,5 punt

### Corsica Masters
Van 30 oktober t/m 3 november 2005 werd in Bastia het Corsica Masters rapidschaaktoernooi gespeeld.

In de halve finale won Viswanathan Anand met 2,5 - 1,5 van Michael Adams en Vadim Milov versloeg Zoltán Almási met 2,5 - 0,5

In de finale won Vadim Milov met 3 - 1 van Anand.

### Beieren open
Van 29 oktober t/m 6 november 2005 werd in Bad Wiessee het negende toernooi om het open kampioenschap van Beieren gehouden. Er werden door 509 spelers negen ronden gespeeld. Zeven spelers eindigden met 7,5 punt en na de tiebreak werd de volgende stand bereikt:
- 1. Aleksandar Deltsjev
- 2. Evgeny Postny
- 3. David Baramidze
- 4. Spartak Vysotsjin
- 5. Leonid Kritz
- 6. Dieter Morawietz
- 7. Arik Braun

## November

### Leuven open 2005
Van 10 t/m 13 november 2005 vond het 7-rondige 17e Leuven open plaats, te Leuven; er waren 158 deelnemers.
- 1. Vladimir Jepisjin werd kampioen met 6,5 punt
- 2. Stephen Berry met 6 punten tiebreak
- 3. Ralf Åkesson met 6 punten
- 4. Alexander Kukush met 6 punten
- 5. Vadym Malachatko met 5,5 punt

### Kaaieman-toernooi
Op 12 november werd in Bunschoten-Spakenburg het snelschaaktoernooi Kaaieman 2005 gespeeld.
- 1. Friso Nijboer winnaar met 13 uit 15
- 2. Viktor Kortsjnoj 12 punten
- 3. Vladimir Baklan 11,5 punt
- 4. Manuel Bosboom 11 punten
- 5. Bruno Carlier 10 punten
- 6. Jelmer Jens 9 punten
- 7. Dennis de Vreugt 8,5 punt
- 7. Ekrem Cekro 8,5 punt
- 9. Stefan Kuipers 8 punten
- 10 Hans Böhm 7,5 punt

### Waling Dijkstra
Op 19 november 2005 werd te Leeuwarden het 23e Waling Dijkstra rapidschaak-herdenkingstoernooi gespeeld met 80 deelnemers verdeeld in twee groepen over negen ronden.

groep A:
- 1. Sipke Ernst winnaar met 8 punten
- 2. Bonno Pel met 7 punten
- 3. Yge Visser met 6,5 punt
- 4. Harmen Jonkman met 6 punten
- 5. Migchiel de Jong met 6 punten

groep B:
- 1. Paul Hummel winnaar met 8 punten
- 2. Marcel Flohr met 8 punten
- 3. Nick Bijlsma met 6,5 punt

### Mens - Machine
Van 19 t/m 23 november 2005 werd in Bilbao een toernooi tussen mensen en schaakcomputers gehouden, dat door de machines met 8-4 gewonnen werd:
- 1. Hydra eindigde met 2,5 punten
- 2. Junior eindigde met 2,5 punten
- 3. Fritz eindigde met 2 punten
- 4. Rustam Kasimdzjanov behaalde 1,5 punt
- 5. Roeslan Ponomarjov behaalde 1,5 punt
- 6. Aleksandr Chalifman behaalde 1 punt

### National Chess Congress
Van 25 t/m 27 november 2005 werd in Philadelphia het 36e National Chess Congress gespeeld in 6 ronden met 78 deelnemers. Stand na de tiebreak:

- 1. Ildar Ibragimov werd kampioen met 5 punten
- 2. Alexander Goldin met 5 punten
- 3. Jaan Ehlvest met 5 punten
- 4. Emory A Tate met 4,5 punt
- 5. Igor Schneider met 4,5 punt
- 6. Yuri Lapshun met 4,5 punt
- 7. Alexander Shabalov met 4,5 punt
- 8. Bryan G Smith met 4,5 punt
- 9. Nick Defirmian met 4 punten
- 10 Joshua E Friedel met 4 punten

### Wereldbeker
De voorronden van de Wereldschaakbeker vonden van 26 november t/m 17 december 2005 plaats in de plaats Chanty-Mansiejsk (Siberië). Er waren 127 deelnemers uit 48 landen en er werd gespeeld in tweekampen. 
Voor Nederland deden mee: Ivan Sokolov, Sergej Tiviakov en Loek van Wely.

De tien beste schakers plaatsten zich voor het kandidatentoernooi, dat in 2006 gehouden werd.

## December

### open Weesp
Op 10 december 2005 vond het open kampioenschap van Weesp plaats, met 70 deelnemers over zeven ronden rapidschaak.
- 1. Bruno Carlier werd kampioen met 6,5 punt
- 2. Aran Kohler eindigde met 5,5 punt
- 3. Albert Blees met 5,5 punt
- 4. Peter Drost met 5,5 punt
- 5. Harmen Jonkman met 5 punten

### Harmonie Schaaktoernooi
Van 23 t/m 30 december 2005 werd in Groningen het Harmonie Schaaktoernooi gespeeld.